# 신데렐라 일레븐
《신데렐라 일레븐》(シンデレライレブン)은 일본의 아카츠키가 2012년 개발한 스마트폰용 게임이다. 한국에는 2013년 한국어화되어 서비스가 시작되었다.
그리고 2016년 4월 다음 게임이 인수되면서 엔진이 운영하기 시작한다.
2016년 6월 30일 (목) 신데렐라 일레븐 서버 종료 선언을 한다.
8월 12일에 서버가 종료되며 이제는 신데렐라 일레븐이 역사속으로 사라진다.

## 개요
일본의 스마트폰 애플리케이션 개발회사 아카츠키가 2012년에 야구를 다루는 신데렐라 나인과 함께 발매한 스마트폰용 게임.
각양각색의 미소녀 캐릭터를 모아서 축구팀을 구성하는 내용이다.
게임 내 축구팀에 필요한 캐릭터들은 일반적으로 과금 없이 구할 수 있고, 이벤트에 따라 과금용 캐릭터가 무료로 제공되고 있다.

## 게임 시스템
게임 상에 등장하는 캐릭터들의 축구 포메이션(위치)을 정해서 진행하는 방식이다. 게임 플레이는 이 위치 선정에 따라 크게 달라지고 있다.

### 포메이션
- 공격수 : CF 와 WG, STR 등 특수 포지션이 있다.
- 미드필더 : OMF와 SMF, DMF 외 특수 포지션이 있다.
- 수비수 : 위 미드필더와 마찬가지로 DF, CB, SB, LB 등 특수 포지션이 있다.
- 골키퍼 : GK, AGK 등이 있다.

## 그 외
- 아카츠키의 게임 중 유일하게 해외까지 발매되어 있다.
- 신데렐라 나인은 2014년 4월에 서비스 종료했다.

## 같이 보기
- 루리웹